# Estación de Zafra
Estación de Zafra vasútállomás Spanyolországban, Zafra településen.
Az állomáson bár három vasútvonal is összefut, az országos vasúti közlekedésben nincs kiemelt jelentősége három okból: léteznek alternatív útvonalak, melyek elkerülik a várost; nem minden vasútvonalon zajlik személyszállítás, nem haladnak át távolsági járatok az állomáson.

## Forgalom

### Távolsági
Az állomást nagyrészt elkerüli a távolsági forgalom, egyedüli távolsági járat a Madrid és Huelva között közlekedő Intercity járatok.
| Járat MD | Vonatnem        | Kiindulási állomás      | Végállomás      |
| -------- | --------------- | ----------------------- | --------------- |
| '        | Intercity       | Madrid-Atocha Cercanías | Terminal Huelva |
| 74       | Regional Exprés | Sevilla                 | Cáceres         |
| 74       | Regional Exprés | Mérida                  | Terminal        |

## Vasútvonalak
Az állomást az alábbi vasútvonalak érintik:
- Mérida–Los Rosales-vasútvonal
- Zafra–Huelva-vasútvonal
- Zafra–Jerez de los Caballeros-vasútvonal

## Kapcsolódó állomások
A vasútállomáshoz az alábbi állomások vannak a legközelebb: